# Никифоровское сельское поселение (Пермский край)
Никифоровское се́льское поселе́ние — бывшее муниципальное образование, входившее в состав Чусовского муниципального района Пермского края Российской Федерации.
Административный центр — деревня Никифорово.

## История
Статус и границы сельского поселения установлены Законом Пермской области от 1 декабря 2004 года № 1892-414 «Об утверждении границ и о наделении статусом муниципальных образований административной территории города Чусового Пермского края»
Упразднено Законом Пермского края от 25 марта 2019 года и вместе с другими муниципальными образованиями Чусовского муниципального района преобразовано путём их объединения в новое муниципальное образование — Чусовской городской округ.

## Население
| 2010  | 2012  | 2013  | 2014  | 2015  | 2016  | 2017  |
| ----- | ----- | ----- | ----- | ----- | ----- | ----- |
| 1250  | ↘1203 | ↘1144 | ↘1123 | ↘1097 | ↘1080 | ↘1074 |
| 2018  | 2019  |       |       |       |       |       |
| ↘1071 | ↘1039 |       |       |       |       |       |

## Населённые пункты
В состав сельского поселения входили 18 населённых пунктов:
| №  | Населённый пункт | Тип     | Население |
| -- | ---------------- | ------- | --------- |
| 1  | Андрюково        | деревня | →56       |
| 2  | Брагино          | деревня | ↘1        |
| 3  | Ведерниково      | деревня | ↘4        |
| 4  | Вилижная         | деревня | ↘2        |
| 5  | Глазуново        | деревня | →4        |
| 6  | Заозерье         | деревня | ↘11       |
| 7  | Косогор          | деревня | ↘2        |
| 8  | Красная Горка    | деревня | ↘42       |
| 9  | Куликово         | деревня | ↗7        |
| 10 | Никифорово       | деревня | ↗516      |
| 11 | Новосёловка      | деревня | ↗8        |
| 12 | Пеньки           | деревня | ↘1        |
| 13 | Попово           | деревня | ↘20       |
| 14 | Тимкино          | деревня | ↘8        |
| 15 | Успенка          | деревня | ↗252      |
| 16 | Центральный      | посёлок | ↘168      |
| 17 | Шалашная         | деревня | ↘25       |
| 18 | Шушпанка         | деревня | ↘22       |